# Hierapolis Kastabala
Koordinaten: 37° 10′ 36″ N, 36° 11′ 10″ O

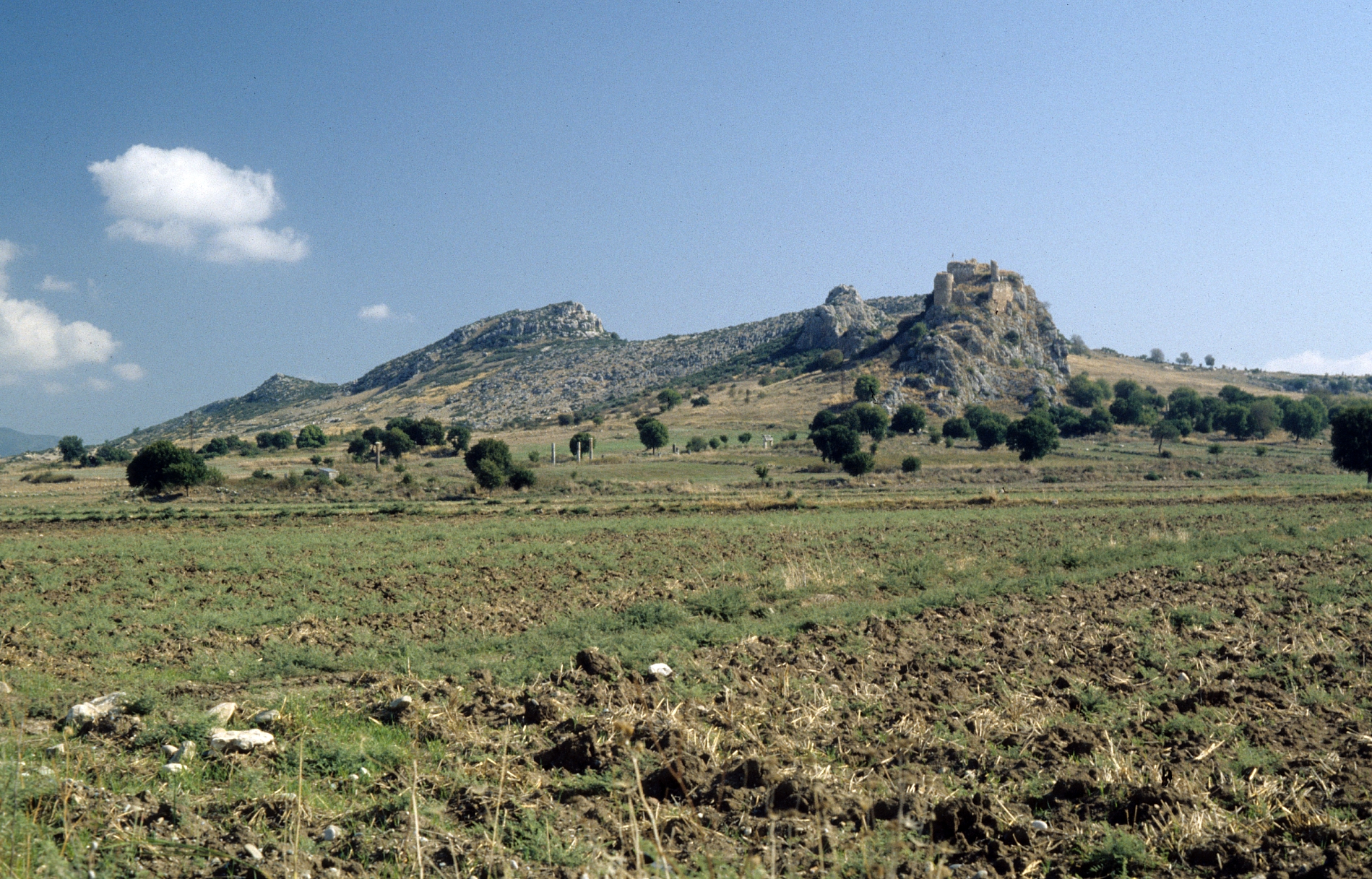
Burgberg von Hierapolis Castabala (Bodrum Kalesi)

Hierapolis Kastabala (altgriechisch Ἱεράπολις Καστάβαλα; auch Castabala, Hieropolis oder Hierapolis ad Pyramum, Hierapolis in Cilicia) ist eine antike Stadt im sogenannten „ebenen Kilikien“ (Kilikia Pedias). Sie liegt drei Kilometer nördlich des Ceyhan, des antiken Pyramus, bei Kesmeburun in der südtürkischen Provinz Osmaniye.

## Geschichte

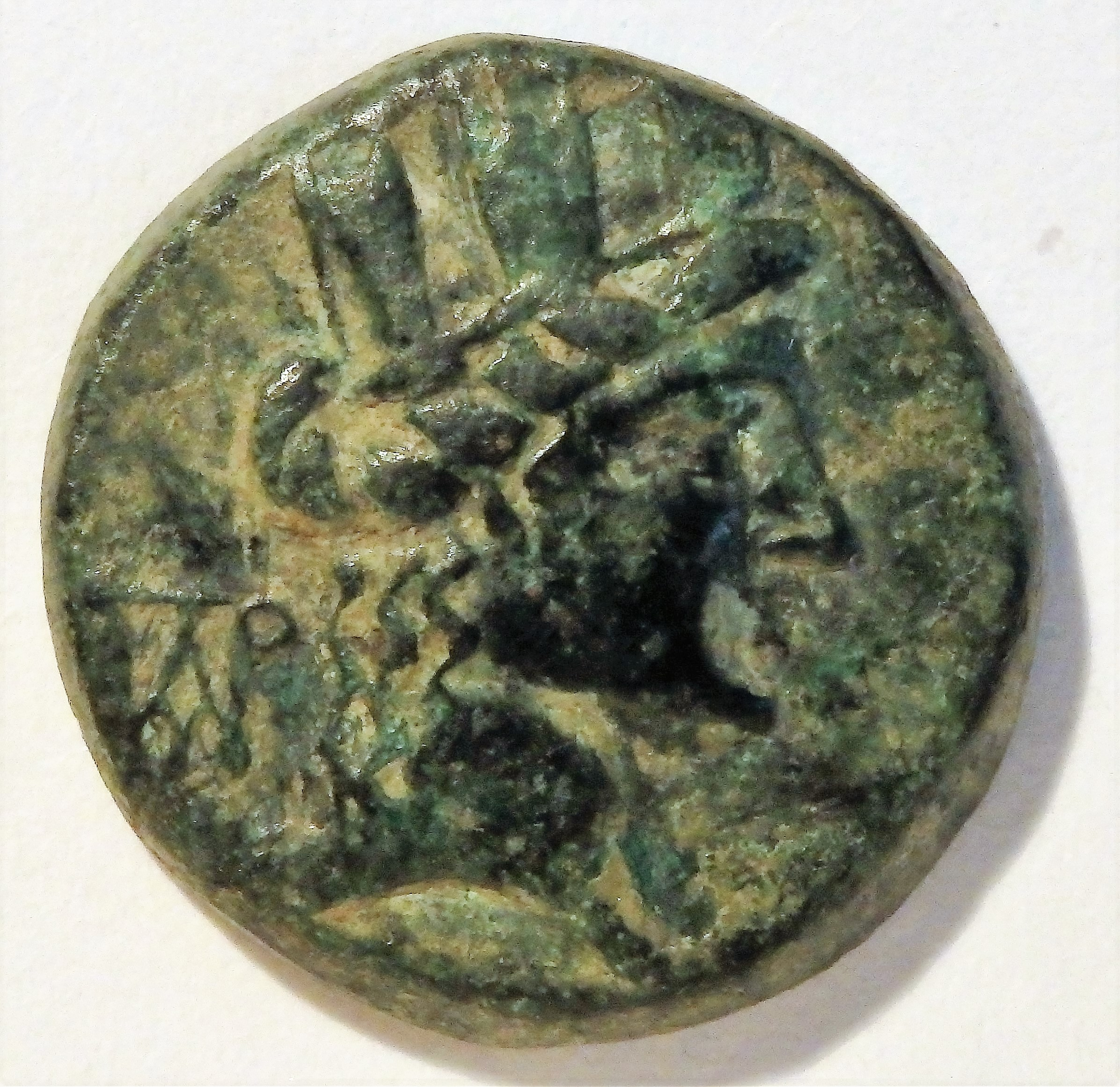
Bronzemünze aus Hieropolis Kastabala, Tychekopf mit Mauerkrone, 2. Jahrhundert v. Chr.

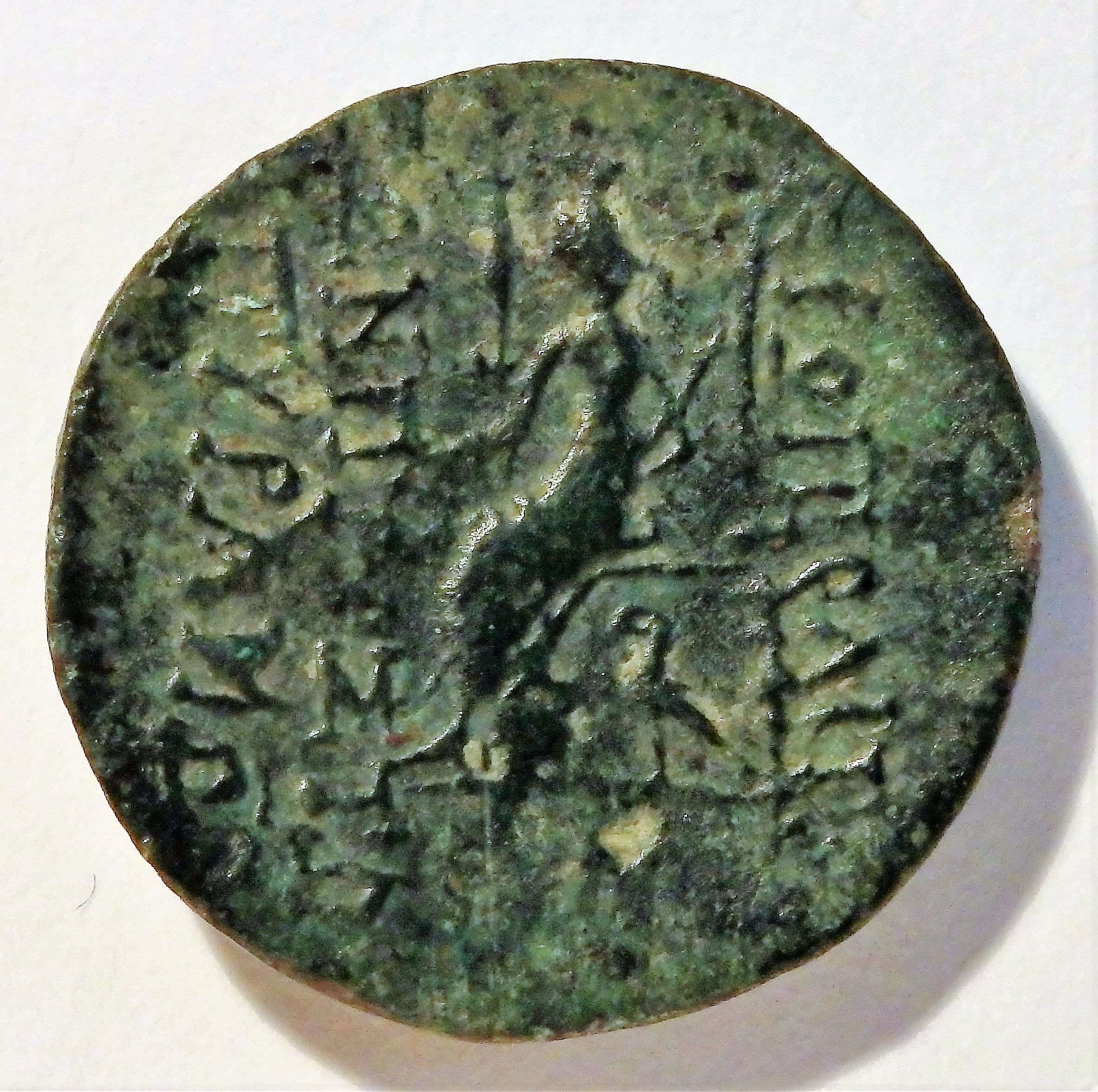
Rückseite der Münze mit der thronenden Stadtgöttin, mit Szepter und Adler

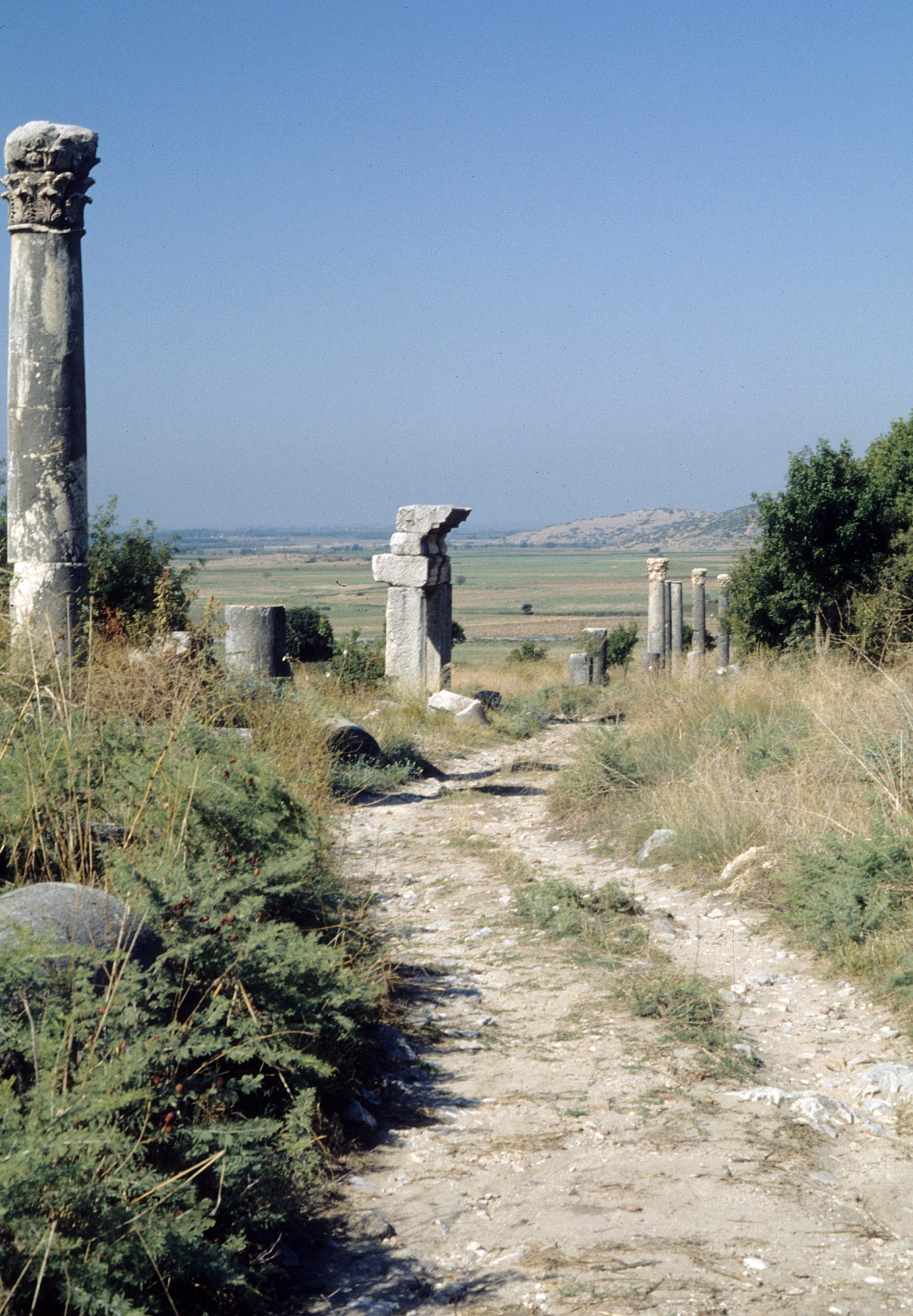
Säulenstraße

Über die Gründung der Stadt ist nichts bekannt. Sie wird erstmals als Kastabala erwähnt, als Alexander der Große vor der Schlacht bei Issos 333 v. Chr. hier Halt machte. Seit 200 v. Chr. prägte die Stadt eigene Münzen. Antiochos IV. vollzog die Neugründung als hellenistische Stadt unter dem Namen Hierapolis. Im 1. Jahrhundert v. Chr. war Hierapolis die Hauptstadt eines lokalen Kleinkönigreichs unter der Herrschaft des ehemaligen kilikischen Piraten Tarkondimotos I., der 52 v. Chr. nach dem Tod des kappadokischen Königs Ariobarzanes II. das entstandene Machtvakuum für seine Unabhängigkeitsbestrebungen genutzt hatte. Er war ein enger Verbündeter des römischen Triumvirn Marcus Antonius, nannte sich auf Münzen Philantonius (Freund des Antonius) und wurde gemeinsam mit ihm 31 v. Chr. in der Schlacht bei Actium besiegt. Sein Nachfolger Tarkondimotos II. wurde von Augustus in Anazarbos als Statthalter eingesetzt. Marcus Tullius Cicero bezeichnete die Stadt als treuesten Bundesgenossen jenseits des Taurus und besten Freund des römischen Volkes.
Ihre größte Ausdehnung erreicht die Stadt in der römischen Kaiserzeit. Sie war bekannt für den Kult der Artemis Perasia, der ein Tempel geweiht war. Nach Strabon fielen deren Priesterinnen bei den Zeremonien in Trance, sodass sie, ohne Schaden zu nehmen, barfuß über glühende Kohlen laufen konnten. Unter anderen halten Ronald Syme und Anthony R. Birley es allerdings für möglich, dass Strabon, der nur aus zweiter Hand berichtet, die Stadt mit einer anderen gleichnamigen Stadt verwechselt, deren Lage allerdings unbekannt ist. 260 n. Chr. eroberte der Sassanidenherrscher Schapur I. die Stadt, nachdem er Valerian gefangen genommen hatte. Im 4. Jahrhundert, unter Theodosius I., wurde die Stadt von dem Isaurier Balbinos eingenommen. Die Stadt war ein Suffraganbistum von Anazarbos und war bei den Konzilen von Nicäa (325), Ephesos (431) und Chalkedon (451) vertreten.

## Aufbau der Stadt

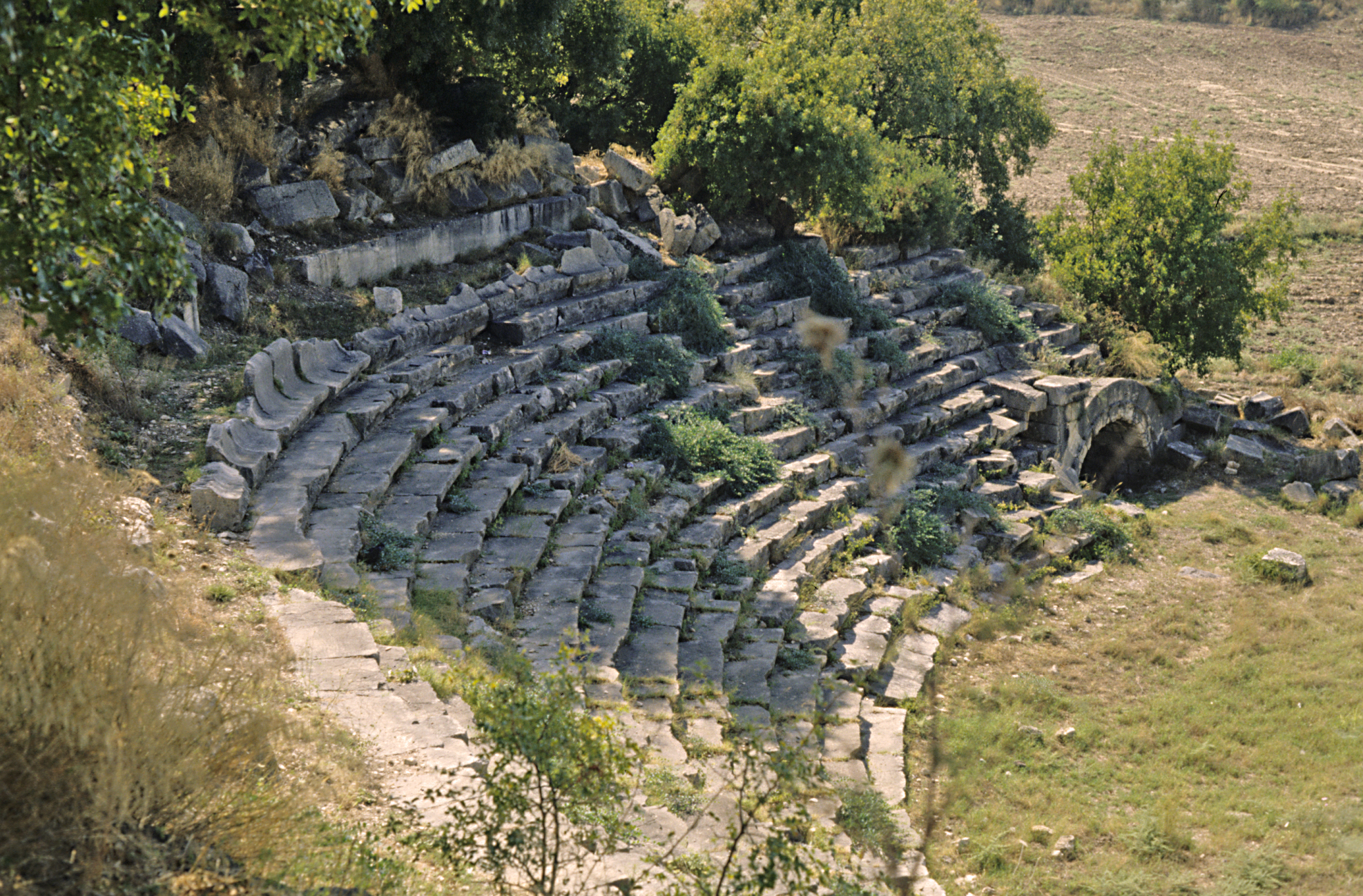
Theater

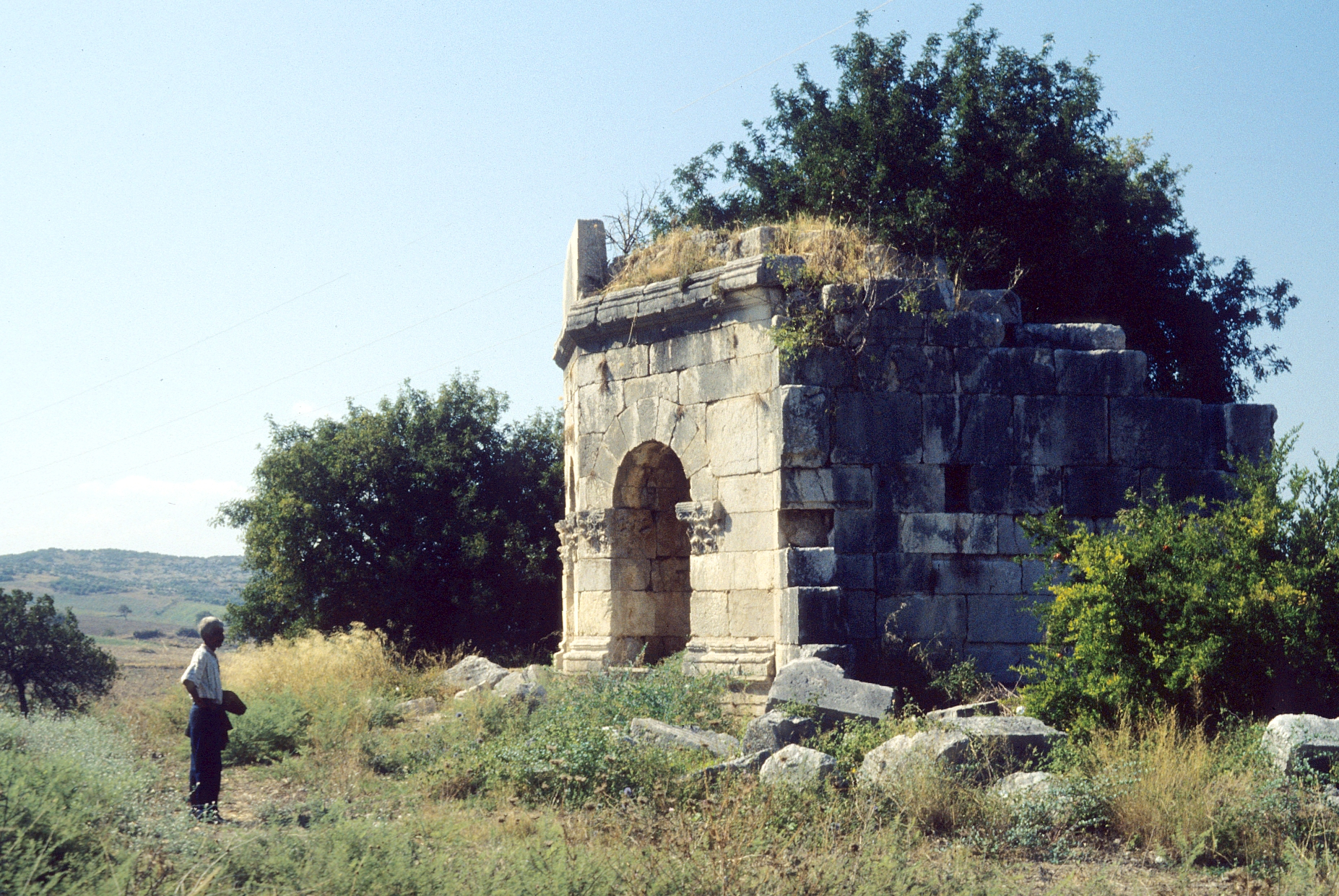
Reste einer Kirche

Die Hauptachse der Stadt war eine 200 m lange und 11 m breite west-östlich verlaufende Säulenstraße, von der noch Reste vorhanden sind, teilweise mit gut erhaltenen korinthischen Kapitellen. Südlich davon sind Reste einer Kirche zu sehen, weiter östlich war der Standpunkt eines Tempels der Artemis Perasia, wohl Zentrum des Kults. Im Osten davon sind noch etwa 15 Sitzreihen des Theaters zu sehen. Weiter im Süden verlief parallel dazu eine zweite, 300 m lange Säulenstraße, von der fast keine Reste erhalten sind. Dabei finden sich Relikte von Thermen und einer weiteren Kirche.
Im Norden der Säulenstraßen, auf einem etwa 35 m hohen Felssporn war vermutlich die antike Akropolis der Stadt, heute liegt dort die Burg Bodrum Kalesi, die in der Zeit des Königreichs Kleinarmenien erbaut wurde. Im Norden des Burgbergs liegen Reste von weiteren Kirchen sowie einige Felsengräber.